# 1991-es magyar atlétikai bajnokság
Az 1991-es magyar atlétikai bajnokságon, amely a 96. bajnokság volt. Újrakezdődtek a csapat versenyek, a váltókkal együtt 41 számban versenyeztek a csapatok.

## Helyszínek
- téli dobóbajnokság: február 23., Népstadion edzőpálya
- maraton: március 9., Szeged
- mezeifutó bajnokság: április 6., Dunakeszi
- 50 km-es gyaloglás: április 7., Békéscsaba
- férfi 20 és női 10 km-es gyaloglás: május 5., Ózd
- váltóbajnokság: május 25–26., Népstadion
- pályabajnokság: július 19–21., UTE atlétikai pálya
- Többpróba: szeptember 14–15., Bp. Honvéd pálya
- Ügyességi csapatbajnokság: szeptember 21–22., Népstadion

## Eredmények

### Férfiak
| Versenyszám            | Arany                                                                  | Arany     | Ezüst                                                          | Ezüst     | Bronz                                                                      | Bronz                |
| ---------------------- | ---------------------------------------------------------------------- | --------- | -------------------------------------------------------------- | --------- | -------------------------------------------------------------------------- | -------------------- |
| 100 m                  | Kovács Attila Újpesti TE                                               | 10,26     | Zajovics Csaba Győri Dózsa                                     | 10,47     | Rezák Pál Újpesti TE                                                       | 10,53                |
| 200 m                  | Kovács Attila Újpesti TE                                               | 20,80     | Molnár Nyíregyházi VSC                                         | 21,08     | Kiss László Diósgyőri VTK                                                  | 21,45                |
| 400 m                  | Molnár Tamás Nyíregyházi VSC                                           | 46,05     | Menczer Gusztáv Újpesti TE                                     | 47,50     | Martina Tibor Kaposvári Bázis SC                                           | 47,71                |
| 800 m                  | Martina Tibor Kaposvári Bázis SC                                       | 1:50,28   | Banai Róbert Újpesti TE                                        | 1:50,35   | Vörös László Újpesti TE                                                    | 1:51,69              |
| 1500 m                 | Banai Róbert Újpesti TE                                                | 3:53,67   | Kazsimér Attila Diósgyőri VTK                                  | 3:53,89   | Reichnach Ferenc BVSC                                                      | 3:53,95              |
| 5000 m                 | Markó Gábor Micro SC                                                   | 14:11,09  | Holba Zoltán Újpesti TE                                        | 14:12,20  | Janovecz Tamás Bp. Spartacus                                               | 14:14,17             |
| 10 000 m               | Káldy Zoltán újpesti TE                                                | 28:55,99  | Serfőző Sándor Diósgyőri VTK                                   | 29:22,46  | Kadlót Zoltán Salgótarjáni Kohász                                          | 29:23,56             |
| 4 × 100 m              | Dobos György Menczer Gusztáv Rezák Pál Kovács Attila Újpesti TE        | 40,57     | Szeged SC                                                      | 42,00     | Újpesti TE B                                                               | 42,29                |
| 4 × 200 m              | Dobos György Bakos György Katona Ervin Rezák Pál Újpesti TE            | 1:26,00   | Szeged SC                                                      | 1:26,06   | Czeglédi Nevezi Tibor Nagy Péter Sámi István Debreceni MTE                 | 1:29,41              |
| 4 × 400 m              | Munkácsi Sándor Katona Ervin Szabó Dezső Menczer Gusztáv Újpesti TE    | 3:12,51   | Lipcsei Metzner Zsolt Széles Imre Molnár Tamás Nyíregyházi VSC | 3:17,65   | Győri Dózsa                                                                | 3:17,77              |
| 4 × 800 m              | Pécsi Zoltán Benedek Zsolt Reichnach Ferenc Molnár Tamás BVSC          | 7:41,50   | Tóth Illés Árpád Nevezi Tibor Major Imre Debreceni MTE         | 7:43,56   | Keller András Antalóczy Szabó Gergely Majoros Kolos BEAC-MAFC              | 7:44,16              |
| 4 × 1500 m             | Molnár Tamás Pécsi Zoltán Benedek Zsolt Reichnach Ferenc BVSC          | 15:53,05  | Kováts Ferenc Surányi I Surányi Tamás Sári Zoltán Szegedi VSE  | 15:58,78  | Fehérvári Géza Balázs Dénes Csala Attila Kadlót Zoltán Salgótarjáni Kohász | 15:59,04             |
| 110 m gát              | Bakos György Újpesti TE                                                | 13,99     | Tamásovics Zoltán BEAC-MAFC                                    | 14,07     | Sárközi Lajos Szolnoki MÁV MTE                                             | 14,26                |
| 400 m gát              | Bágyi Róbert Építők SC                                                 | 50,99     | Munkácsi Sándor Újpesti TE                                     | 51,42     | Vasas Zsolt Ikarus                                                         | 51,72                |
| 3000 m akadály         | Markó Gábor Micro SC                                                   | 8:51,40   | Serfőző Sándor Diósgyőri VTK                                   | 8:52,52   | Janovecz Tamás Bp. Spartacus                                               | 8:53,98              |
| 20 km gyaloglás        | Urbanik Sándor Tatabányai Bányász                                      | 1:23:31   | Kirszt Károly Komlói Bányász                                   | 1:26:00   | Andrásfay Endre Postás SE                                                  | 1:26:14              |
| 50 km gyaloglás        | Dudás Gyula Szegedi VSE                                                | 3:53:47   | Sátor László Bp. Honvéd                                        | 3:58:15   | Czukor Zoltán Pécsi Bázis                                                  | 3:59:56              |
| magasugrás             | Tresch András Csepel                                                   | 217 cm    | Kovács István Szolnoki MÁV MTE                                 | 217 cm    | Somogyi János Újpesti TE                                                   | 214                  |
| távolugrás             | Almási Csaba Újpesti TE                                                | 795 cm    | Szalma László Vasas                                            | 783 cm    | Pálóczi Gyula Tatabányai Bányász                                           | 744 cm               |
| hármasugrás            | Olasz Tamás Testvériség                                                | 16,16 m   | Czingler Zsolt Újpesti TE                                      | 16,13 m   | Pálóczi Gyula Tatabányai Bányász                                           | 16,10 m              |
| rúdugrás               | Farkas Zoltán Bp. Honvéd                                               | 540 cm    | Szabó Dezső Újpesti TE                                         | 520 cm    | Balogh László Újpesti TE                                                   | 510 cm               |
| súlylökés              | Ficsor József Nyíregyházi VSC                                          | 16,90 m   | Rajniczer Lajos Szeged SC                                      | 16,79 m   | Horváth Attila Haladás VSE                                                 | 16,49 m              |
| diszkoszvetés          | Horváth Attila Haladás VSE                                             | 65,50 m   | Ficsor József Nyíregyházi VSC                                  | 62,44 m   | Kerekes László Nyíregyházi VSC                                             | 54,78 m              |
| gerelyhajítás          | Palotai László Testvériség                                             | 73,98 m   | Paragi Ferenc Csepel                                           | 73,24 m   | Knausz Ferenc Győri Dózsa                                                  | 70,90 m              |
| kalapácsvetés          | Gécsek Tibor Haladás                                                   | 79,28 m   | Szitás Imre Haladás VSE                                        | 76,04 m   | Sinka Albert Testvériség                                                   | 75,86 m              |
| tízpróba               | Szabó Dezső Újpesti TE                                                 | 8141      | Munkácsi Sándor Újpesti TE                                     | 7630      | Sárközi Lajos Szolnoki MÁV MTE                                             | 7283                 |
| maraton                | Papp János Mikro SC                                                    | 2:18:51   | Gergely Zoltán Kaposvári Építők                                | 2:18:58   | Szabó Zoltán Szupermaratoni FC                                             | 2:19:25              |
| kis mezei futás 6 km   | Bereczky József Diósgyőri VTK                                          | 17:39     | Ivan Konovalov Micro SC                                        | 17:41     | Janovecz Tamás Bp. Spartacus                                               | 17:45                |
| mezei futás 12 km      | Káldy Zoltán Újpesti TE                                                | 36:42     | Markó György Diósgyőri VTK                                     | 36:44     | Berkovics Imre VEDAC                                                       | 36:49                |
| csapat 20 km gyaloglás | Veréb Rudolf Kánya Sándor Draskóczi Gábor Diósgyőri VTK                | 4:34:41   | Pécsi Bázis                                                    | 4:40:51   | Békéscsabai Előre Spartacus                                                | 4:43:54              |
| csapat 50 km gyaloglás | Dudás Gyula Kovalcsik László Sipos István Szegedi VSE                  | 13:12:29  | Békéscsabai Előre Spartacus                                    | 14:34:49  | Több induló nem volt                                                       | Több induló nem volt |
| csapat maraton         | Szabó Zoltán Szűcs Antal Szakács Tibor Szupermaratoni FC               | 7:08:02   | Kaposvári Építők                                               | 7:09:28   | Mikro SC                                                                   | 7:14:24              |
| csapat kis mezei futás | Papp János Ivan Konovalov Markocsán Sándor Mikro SC                    | 19        | BVSC                                                           | 21        | Szegedi VSE                                                                | 45                   |
| csapat mezei futás     | Káldy Zoltán Jáger Péter Kliszek Tamás Újpesti TE                      | 14        | BVSC                                                           | 38        | VEDAC                                                                      | 42                   |
| csapat magasugrás      | Szórád Rajmund Ecseri Norbert Hossala Tamás Bese Benő Csepel SC        | 206,5 cm  | Kovács István Szolnoki MÁV MTE                                 | 203,5 cm  | Bakler Zoltán Bp. Honvéd                                                   | 202,75 cm            |
| csapat rúdugrás        | Szabó Dezső Balogh László Bujtor Zoltán Glódi Csaba Újpesti TE         | 485 cm    | Farkas Zoltán Bp. Honvéd                                       | 450 cm    | Újpesti TE B                                                               | 445 cm               |
| csapat távolugrás      | Ordina Tibor Boldis István Czingler Zsolt Pinner János Újpesti TE      | 691,75 cm | Bázis SC                                                       | 651,75 cm | Szolnoki MÁV MTE                                                           | 643,25 cm            |
| csapat hármasugrás     | Boros Csaba Czingler Zsolt Ordina Tibor Mékli Attila Újpesti TE        | 14,85 m   | Bázis SC                                                       | 14,06 m   | Videoton                                                                   | 13,96 m              |
| csapat súlylökés       | Horváth Attila Németh Zsolt Vida József Fábián Zoltán Haladás VSE      | 15,00 m   | Kiskunhalasi AC                                                | 13,52 m   | Haladás VSE B                                                              | 13,13 m              |
| csapat diszkoszvetés   | Benczenleitner Ottó Vida József Németh Zsolt Fábián Zoltán Haladás VSE | 48,52 m   | Pénzes Tamás Testvériség                                       | 46,07 m   | Szitás Imre Haladás VSE B                                                  | 44,76 m              |
| csapat kalapácsvetés   | Gécsek Tibor Rédei László Lezsák Balázs Annus Adrián Haladás VSE       | 64,025 m  | Vörös Sándor Sinka Albert Testvériség                          | 60,08 m   | Vida József Németh Zsolt Haladás VSE B                                     | 59,42 m              |
| csapat gerelyhajítás   | Belák József Beör József Szkubenics György Knipfer Zoltán Újpesti TE   | 62,975 m  | Palotai László Testvériség                                     | 61,81 m   | Bereith Attila BEAC-MAFC                                                   | 59,98 m              |

### Nők
| Versenyszám            | Arany                                                                                 | Arany     | Ezüst                                                                         | Ezüst     | Bronz                                                              | Bronz     |
| ---------------------- | ------------------------------------------------------------------------------------- | --------- | ----------------------------------------------------------------------------- | --------- | ------------------------------------------------------------------ | --------- |
| 100 m                  | Molnár Edit Újpesti TE                                                                | 11,52     | Kozáry Ágnes ZTE-Építők                                                       | 11,60     | Barati Éva Bp. Honvéd                                              | 11,70     |
| 200 m                  | Molnár Edit Újpesti TE                                                                | 23,64     | Kozáry Ágnes ZTE-Építők                                                       | 23,73     | Bátori Noémi MTK-VM                                                | 24,31     |
| 400 m                  | Forgács Judit Tatabányai Bányász                                                      | 52,43     | Bátori Noémi MTK-VM                                                           | 53,39     | Szabó Erzsébet Szeged SC                                           | 54,48     |
| 800 m                  | Szabó Erzsébet Szeged SC                                                              | 2:05,02   | Urr Anita BEAC-MAFC                                                           | 2:08,34   | Bartha Viktória Diósgyőri VTK                                      | 2:08,57   |
| 1500 m                 | Wéninger Katalin Videoton                                                             | 4:23,37   | Rácz Katalin Újpesti TE                                                       | 4:24,48   | Dóczi VEDAC                                                        | 4:24,90   |
| 3000 m                 | Wéninger Katalin Videoton                                                             | 9:21,10   | Barócsi Heléna Szolnoki MÁV MTE                                               | 9:22,29   | Dóczi Éva VEDAC                                                    | 9:22,89   |
| 10 000 m               | Barócsi Heléna Szolnoki MÁV MTE                                                       | 33:43,30  | Visnyei Márta BVSC                                                            | 33:47,97  | Szabó Karolina Bp. Honvéd                                          | 34:13,41  |
| 4 × 100 m              | Borsós Bernadett Ács Judit Kozáry Ágnes Péter Szilvia ZTE-Építők                      | 46,07     | Drommer Helga Bátori Noémi Sebők Zsuzsa Fodor Kinga MTK-VM                    | 46,75     | Ináncsi Rita Barati Éva Lőrincz Krisztina Torma Szilvia Bp. Honvéd | 47,46     |
| 4 × 200 m              | Borsos Bernadett Ács Judit Péter Szilvia Kozáry Ágnes ZTE-Építők                      | 1:37,62   | Fodor Kinga Drommer Helga Mátrai Ágnes Bátori Noémi MTK-VM                    | 1:38,96   | Komlóssy Zsuzsa Molnár Emese Eisenhoffer Ágnes Bp. Spartacus       | 1:41,89   |
| 4 × 400 m              | Mátrai Ágnes Fodor Kinga Drommer Helga Bátori Noémi MTK-VM                            | 3:45,60   | Kovács Zsuzsa Kovács Judit Bartha Viktória Mádai Mónika Diósgyőri VTK         | 3:49,61   | Ács Judit Péter Szilvia Pados Krisztina Kozáry Ágnes ZTE-Építők    | 3:52,90   |
| 4 × 800 m              | Laczovics Valéria Czene Zsófia Csoboth Klára Dér Andrea Pécsi VSK                     | 9:02,35   | Zarnóczai Klára Benes Klára Fogarasi Katalin Todorán Erzsébet Nyíregyházi VSC | 9:07,38   | Szabó Behan Anikó Simon Lilla Hegyi Judit Salgótarjáni Kohász      | 9:08,27   |
| 100 m gát              | Drommer Helga MTK                                                                     | 13,96     | Bálint Zita Csepel                                                            | 13,99     | Borsos Bernadett ZTE-Építők                                        | 14,09     |
| 400 m gát              | Szekeres Judit Szolnoki MÁV MTE                                                       | 58,79     | Lőke Andrea Győri Dózsa                                                       | 59,31     | Ray Szilvia Bercsényi BSK                                          | 1:01,31   |
| 10 km gyaloglás        | Váradi Ibolya Diósgyőri VTK                                                           | 46:27     | Ilyés Ildikó Békéscsabai Előre                                                | 46:51     | Alföldi Andrea Komlói Bányász                                      | 47:06     |
| magasugrás             | Kovács Judit Debreceni MTE                                                            | 193 cm    | Fazekas Erzsébet Bp. Honvéd                                                   | 181 cm    | Juha Olga Bp. Honvéd                                               | 175 cm    |
| távolugrás             | Vanyek Zsuzsa Újpesti TE                                                              | 617 cm    | Fekete Ildikó Debreceni MTE                                                   | 613       | Ináncsi Rita Bp. Honvéd                                            | 610       |
| hármasugrás            | Fekete Ildikó Debreceni MTE                                                           | 13,05 m   | Senczi Erika Nyíregyházi VSC                                                  | 12,68 m   | Vanyek Zsuzsa Újpesti TE                                           | 12,67 m   |
| súlylökés              | Horváth Viktória Nyíregyházi VSC                                                      | 16,87 m   | Stefanovits Mónika Haladás VSE                                                | 16,59 m   | Pallay Sándorné Diósgyőri VTK                                      | 14,06 m   |
| diszkoszvetés          | Herczeg Ágnes Vasas                                                                   | 55,96 m   | Csőke Katalin Testvériség                                                     | 55,18 m   | Kertész Tekla Szegedi VSE                                          | 53,48 m   |
| gerelyhajítás          | Zsigmond Kinga Testvériség                                                            | 59,56 m   | Malovecz Zsuzsa Nyíregyházi VSC                                               | 57,88 m   | Vetési Edit Szolnoki MÁV MTE                                       | 50,40 m   |
| hétpróba               | Ináncsi Rita Bp. Honvéd                                                               | 5955      | Vanyek Zsuzsa Újpesti TE                                                      | 5447      | Borsos Bernadett ZTE-Építők                                        | 4940      |
| maratoni futás         | Visnyei Márta BVSC                                                                    | 2:38:42   | Gombos Márta Újpesti TE                                                       | 2:40:27   | Sipka Ágnes Székesfehérvári Ikarus                                 | 2:44:15   |
| mezei futás 6 km       | Barócsi Heléna Szolnoki MÁV MTE                                                       | 20:27     | Javos Anikó Videoton                                                          | 20:28     | Dóczi Éva VEDAC                                                    | 20:30     |
| csapat maratoni futás  | Vass Márta Gergely Tímea Fried Éva Szupermaratoni FC                                  | 8:18:43   | BVSC                                                                          | 9:21:46   | Székesfehérvári HDSE                                               | 10:16:22  |
| csapat 10 km gyaloglás | Szebenszky Anikó Váradi Ibolya Kocsis Zsuzsa Diósgyőri VTK                            | 2:24:10   | Békéscsabai Előre                                                             | 2:28:27   | Szegedi VSE                                                        | 2:38:08   |
| csapat mezei futás     | Visnyei Márta Bugya Mariann Brutóczky Judit BVSC                                      | 21        | VEDAC                                                                         | 33        | Videoton                                                           | 37        |
| csapat magasugrás      | Fazekas Erzsébet Ináncsi Rita Juha Olga Pajor Bea Bp. Honvéd                          | 169,0 m   | Bp. Honvéd B                                                                  | 163,25 cm | Újpesti TE                                                         | 161,75 cm |
| csapat távolugrás      | Ináncsi Rita Molnár Erzsébet Fazekas Erzsébet Juha Olga Bp. Honvéd                    | 557,25 cm | Újpesti TE                                                                    | 534,00 cm | Szolnoki MÁV MTE                                                   | 516,25 cm |
| csapat hármasugrás     | Vanyek Zsuzsa Szirbucz Andrea Vaszi Tünde Oroszi Tünde Újpesti TE                     | 11,22 m   | Ecsekiné Juhász E Szolnoki MÁV MTE                                            | 11,00 m   | Videoton                                                           | 10,56 m   |
| csapat súlylökés       | Márffy Diána Stefanovics Mónika Németh Gyöngyi Lakatos Judit Szombathelyi Haladás VSE | 11,89 m   | Újpesti TE                                                                    | 11,33 m   | Testvériség                                                        | 10,85 m   |
| csapat diszkoszvetés   | Csőke Katalin Vargáné Varga Gabriella Lippl Zsuzsa Zsigmond Kinga Testvériség SC      | 39,90 m   | Stefanovits Mónika Haladás VSE                                                | 38,07 m   | TFSE                                                               | 33,20 m   |
| csapat gerelyhajítás   | Füredi Zsuzsa Preisinger Ágnes Bereczky Beáta Horváth Gabriella BEAC                  | 42,30 m   | Testvériség                                                                   | 41,96 m   | Újpesti TE                                                         | 40,99 m   |

## Téli dobóbajnokság
Férfiak
| Versenyszám   | Arany                    | Arany   | Ezüst                          | Ezüst   | Bronz                         | Bronz   |
| ------------- | ------------------------ | ------- | ------------------------------ | ------- | ----------------------------- | ------- |
| diszkoszvetés | Horváth Attila Haladás   | 60,60 m | Kerekes László Nyíregyházi VSC | 50,64   | Benczenleitner Ottó TFSE      | 49,42 m |
| kalapácsvetés | Gécsek Tibor Haladás VSE | 73,28 m | Vida József Haladás VSE        | 70,52 m | Szitás Imre Haladás VSE       | 68,28 m |
| gerelyhajítás | Honti Gábor Csepel       | 62,28 m | Szedlák Róbert Testvériség     | 55,90 m | Borbély Norbert Kecskeméti SC | 52,28 m |

Nők
| Versenyszám   | Arany                         | Arany   | Ezüst                     | Ezüst   | Bronz                     | Bronz   |
| ------------- | ----------------------------- | ------- | ------------------------- | ------- | ------------------------- | ------- |
| diszkoszvetés | Pallay Sándorné Diósgyőri VTK | 52,28 m | Csőke Katalin Testvériség | 47,28 m | Kertész Tekla Szegedi VSE | 45,08 m |
| gerelyhajítás | Vetési Edit Szolnoki MÁV MTE  | 53,46 m | Bereczky Beáta BEAC-MAFC  | 47,86 m | Prekop Andrea Csepel      | 45,56 m |

## Magyar atlétikai csúcsok
- n. 2000 m 5:49.73 ocs. Ágoston Zita Bp.Honvéd Berlin 6. 23.
- 10 000 m síkfutás 28:01.88 ocs. Káldy Zoltán Újpesti TE Oslo 7. 6.
- rúdugrás 592 cm ocs. Bagyula István Csepel Linz 7. 5.
- fp. n. 3000 m gyaloglás 12:19.08 ocs. Ilyés Ildikó Békéscsabai Előre Budapest 2. 26.